# Hyada
Hyada là một chi bướm đêm thuộc họ Noctuidae.